# Aries-Espénan
Aries-Espénan település Franciaországban, Hautes-Pyrénées megyében. Lakosainak száma 86 fő (2022. január 1.). Aries-Espénan Sariac-Magnoac, Betbèze, Castelnau-Magnoac, Cizos, Devèze és Monléon-Magnoac községekkel határos.

## Népesség
A település népességének változása:
| Lakosok száma | 64   | 66   | 69   | 71   | 73   | 75   | 76   | 81   | 86   |
|               | 2013 | 2015 | 2016 | 2017 | 2018 | 2019 | 2020 | 2021 | 2022 |